# Sam Winnall
Samuel Thomas Winnall, soprannominato Sam (Wolverhampton, 19 gennaio 1991) è un ex calciatore inglese, di ruolo attaccante.

## Carriera
Cresciuto nel settore giovanile del Wolverhamtpon, ha esordito in prima squadra il 24 agosto 2010, nella partita di Coppa di Lega vinta per 2-1 contro il Southend United. Il 10 febbraio 2011 viene ceduto in prestito al Burton Albion; in seguito gioca, sempre a titolo temporaneo, con Hereford United, Inverness e Shrewsbury Town.
Rimasto svincolato, il 29 luglio 2013 firma un annuale con lo Scunthorpe United. Dopo un'ottima stagione a livello individuale, conclusa con ventitré reti, il 23 luglio 2014 viene tesserato dal Barnsley, con cui si lega per tre anni. Con i Tykes vince il Football League Trophy nel 2016 e conquista la promozione in Championship; il 13 gennaio 2017 viene acquistato dallo Sheffield Wednesday. Il 31 agosto viene ceduto in prestito stagionale al Derby County, in cambio del centrocampista Jacob Butterfield, che si trasferisce con la stessa formula.

## Statistiche

### Presenze e reti nei club
Statistiche aggiornate al 16 marzo 2018.
| Stagione                   | Squadra                    | Campionato                 | Campionato | Campionato | Coppe nazionali | Coppe nazionali | Coppe nazionali | Coppe continentali | Coppe continentali | Coppe continentali | Altre coppe | Altre coppe | Altre coppe | Totale | Totale | Totale |
| Stagione                   | Squadra                    | Comp                       | Pres       | Reti       | Comp            | Pres            | Reti            | Comp               | Pres               | Reti               | Comp        | Pres        | Reti        | Pres   | Reti   |        |
| -------------------------- | -------------------------- | -------------------------- | ---------- | ---------- | --------------- | --------------- | --------------- | ------------------ | ------------------ | ------------------ | ----------- | ----------- | ----------- | ------ | ------ | ------ |
| 2010-feb. 2011             | Wolverhampton              | PL                         | 0          | 0          | FACup+CdL       | 0+1             | 0               | -                  | -                  | -                  | -           | -           | -           | 1      | 0      |        |
| feb.-mag. 2011             | Burton Albion              | FL2                        | 19         | 7          | FACup+CdL       | -               | -               | -                  | -                  | -                  | FLT         | -           | -           | 19     | 7      |        |
| ago.-ott. 2011             | Hereford Utd               | FL2                        | 8          | 2          | FACup+CdL       | -               | -               | -                  | -                  | -                  | FLT         | 1           | 0           | 9      | 2      |        |
| gen.-mag. 2012             | Inverness                  | PL                         | 2          | 0          | SC+CdL          | 1+0             | 0               | -                  | -                  | -                  | -           | -           | -           | 3      | 0      |        |
| sett.-ott. 2012            | Shrewsbury Town            | FL1                        | 4          | 0          | FACup+CdL       | -               | -               | -                  | -                  | -                  | FLT         | -           | -           | 4      | 0      |        |
| 2013-2014                  | Scunthorpe Utd             | FL2                        | 45         | 23         | FACup+CdL       | 2+1             | 0               | -                  | -                  | -                  | FLT         | 1           | 0           | 49     | 23     |        |
| 2014-2015                  | Barnsley                   | FL1                        | 32         | 9          | FACup+CdL       | 1+1             | 3+0             | -                  | -                  | -                  | FLT         | 2           | 1           | 36     | 13     |        |
| 2015-2016                  | Barnsley                   | FL1                        | 43+3       | 21+2       | FACup+CdL       | 1+2             | 0+1             | -                  | -                  | -                  | FLT         | 7           | 0           | 56     | 24     |        |
| 2016-gen. 2017             | Barnsley                   | FLC                        | 22         | 11         | FACup+CdL       | 1+0             | 0               | -                  | -                  | -                  | -           | -           | -           | 23     | 11     |        |
| Totale Barnsley            | Totale Barnsley            | Totale Barnsley            | 97+3       | 41+2       |                 | 6               | 4               |                    | -                  | -                  |             | 9           | 1           | 115    | 48     |        |
| gen.-giu. 2017             | Sheffield Wednesday        | FLC                        | 14+1       | 3          | FACup+CdL       | -               | -               | -                  | -                  | -                  | -           | -           | -           | 10     | 1      |        |
| lug.-ago. 2017             | Sheffield Wednesday        | FLC                        | 2          | 1          | FACup+CdL       | 0+1             | 0               | -                  | -                  | -                  | -           | -           | -           | 3      | 1      |        |
| Totale Sheffield Wednesday | Totale Sheffield Wednesday | Totale Sheffield Wednesday | 16+1       | 4          |                 | 1               | 0               |                    | -                  | -                  |             | -           | -           | 18     | 4      |        |
| ago. 2017-2018             | Derby County               | FLC                        | 17         | 6          | FACup+CdL       | 1+0             | 0               | -                  | -                  | -                  | -           | -           | -           | 18     | 6      |        |
| Totale carriera            | Totale carriera            | Totale carriera            | 199+4      | 83+2       |                 | 13              | 4               |                    | -                  | -                  |             | 11          | 1           | 227    | 90     |        |

## Palmarès

### Club

#### Competizioni nazionali
- Football League Trophy:

Barnsley: 2015-2016

### Individuale
- Capocannoniere della Football League Two: 1

2013-2014 (23 reti)